# Pope Manufacturing Company
La Pope Manufacturing Company è stata un'azienda di mezzi di trasporto con sede a Boston, Massachusetts. Produttrice delle prime biciclette interamente americane, note col marchio Columbia bicycles, fu fondata nel 1877. Dagli anni cinquanta, ha cambiato denominazione in Columbia Manufacturing Inc. ed è entrata nel settore merceologico, producendo arredamento per le scuole.

## Storia
La Pope Manufacturing Company fu registrata nel 1876 presso la Boston City Directory, con sede a 54 High Street. Gli azionisti erano Albert Augustus Pope, Charles Pope (padre di Albert) ed Edward Pope (cugino di Albert), con rispettivamente 595, 400 e 5 azioni. L'oggetto sociale della Pope recitava:
()
Nello stesso anno, Albert A. Pope, ex colonnello dell'Unione e imprenditore, rimase profondamente colpito da una mostra di biciclette inglesi e decise di importare biciclette dall'Inghilterra per rivenderle nel mercato statunitense.
Nel 1878, la Pope Manufacturing decise di iniziare la produzione di biciclette proprie basandosi su brevetti inglesi e, non avendo un proprio stabilimento di produzione, contrattò con la Weed Sewing Machine Company, con sede a Hartford, per produrre 50 biciclette a marchio Columbia. L'operazione si rivelò un successo per Albert Pope e il suo volume d'affari crebbe rapidamente, arrivando nel 1882 a produrre circa 23.000 unità.
La Pope Manufacturing estese la propria produzione anche a motociclette e automobili, consolidando tra il 1905 e il 1913 la produzione nel sito di Westfield, in Massachusetts, mentre la sede restò a Hartford. Nel 1915 l'azienda cedette la divisione automobili e nel 1918 la divisione motociclette; le biciclette, invece, continuano tuttora a essere commercializzate dalla Columbia Manufacturing Inc.
La Pope Manufacturing Company si occupava anche di pistole ad aria e di macchine per tabacchifici. Queste ultime sono prodotte dal 1874 nella sede di Boston.

## Biciclette

### Importazione e la primaColumbia

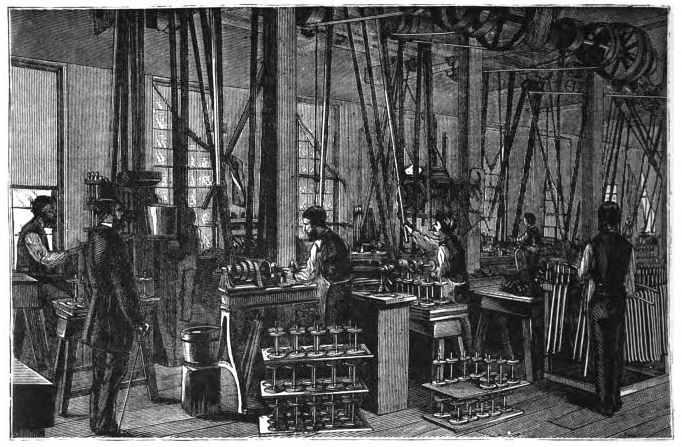
Illustrazione della Pope Manufacturing Company da Frank Leslie's

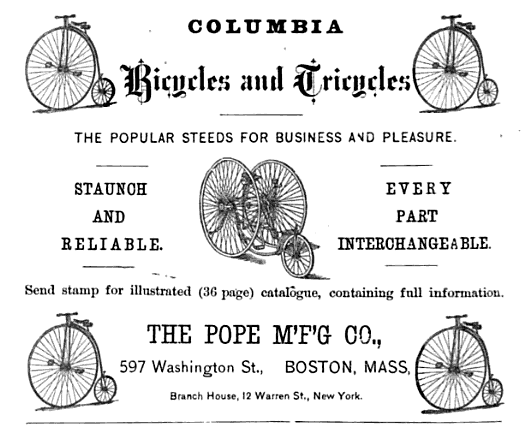
Pubblicità del 1885

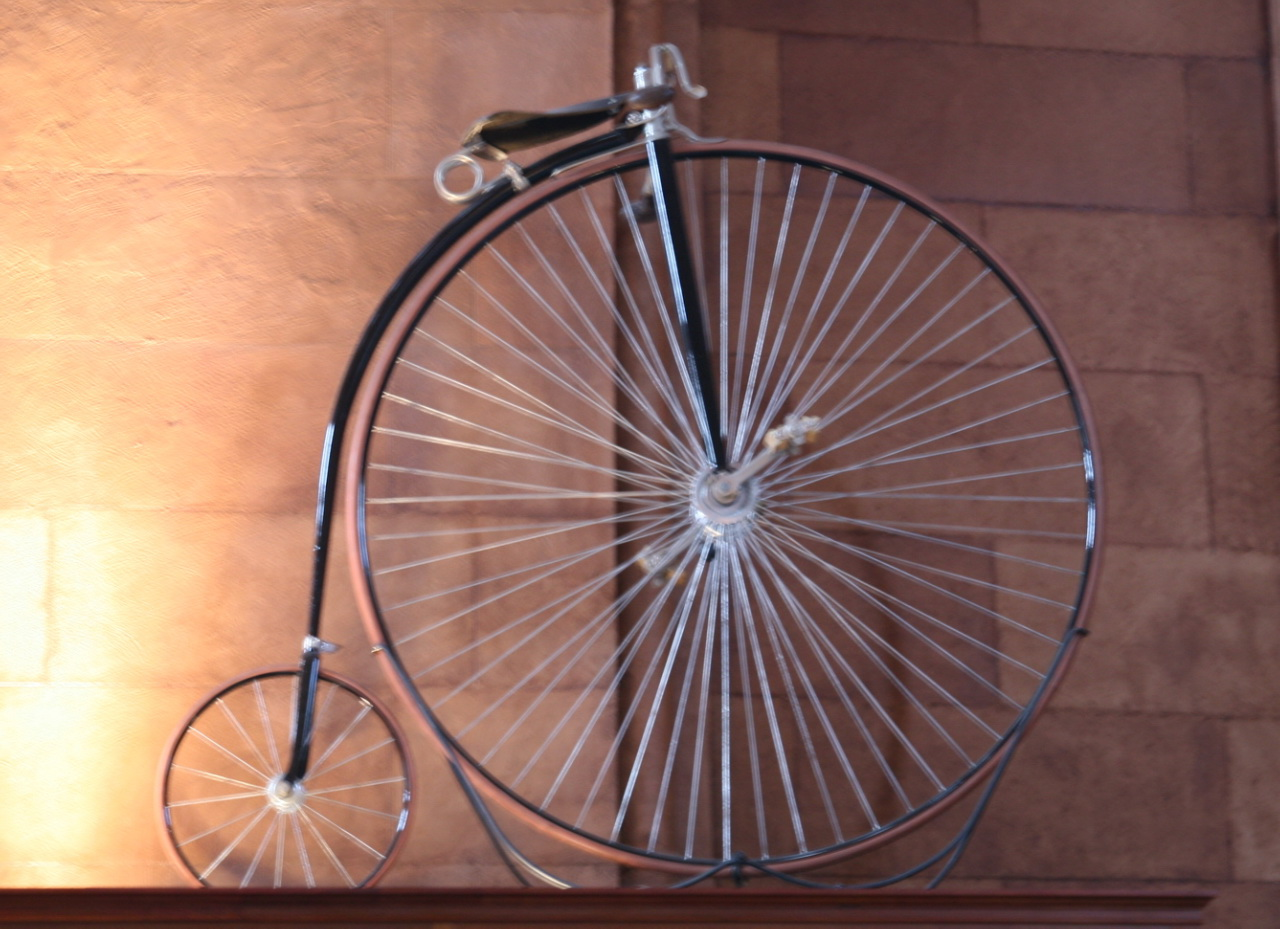
Columbia ordinary, circa 1886

Albert Pope iniziò l'importazione di biciclette inglesi nel marzo 1878, con un investimento iniziale di $3.000 (equivalenti a circa $125.000 odierni). Nello stesso anno, investì ulteriori $4.000 per importare 50 biciclette. Nel maggio 1878, incontrò George Fairfield, presidente della Weed Sewing Machine Company. Albert Pope cercava di fabbricare i suoi prodotti sotto il proprio nome e propose alla Weed di costruire 50 biciclette a Hartford, per conto della Pope Manufacturing. Durante l'incontro, Albert Pope presentò un modello di biciclo chiamato Excelsior Duplex, che Fairfield ispezionò. Poiché le vendite delle macchine da cucire stavano diminuendo, Fairfield accettò il contratto.
Nel settembre 1878, la Weed Sewing Machine Company completò la produzione dell'ultimo esemplare come da contratto. Albert Pope scelse il nome Columbia per il primo biciclo prodotto dalla sua azienda. Questa prima macchina era una copia dell'Excelsior Duplex, composta da 77 parti realizzate internamente (eccetto i copertoni, importati); Pope Manufacturing vendette subito tutti gli esemplari. Nel 1879, le vendite raggiunsero le 1.000 unità.
George Herbert Day lavorava per la Weed Sewing Machine Company come dipendente all'epoca e nel 1879 fu promosso segretario d'azienda. La storia aziendale riporta che Day fu "la mano destra di Albert Pope a Hartford tra il 1878 e il 1899." Il cugino di Albert, Edward, iniziò a lavorare alla Pope Manufacturing nel 1880.
George Bidwell, venditore di Buffalo, acquistò un Excelsior Duplex importato da Pope. In seguito, Bidwell iniziò a vendere le biciclette Columbia, riuscendo a vendere 75 macchine, per le quali pagò in anticipo. Tuttavia, Pope poté consegnarne solo 25 e designò Bidwell come sovrintendente delle vendite.
In questo ruolo, Bidwell si dedicò a insegnare ai suoi venditori l'arte della promozione, contribuendo a diffondere il marchio Columbia e ad aumentare le vendite. Le sue strategie di marketing includevano l'organizzazione di eventi presso sale di pattinaggio e scuole, per promuovere l'uso delle biciclette come mezzo di trasporto e svago. La sua esperienza e il suo approccio innovativo furono determinanti per il successo iniziale delle biciclette Columbia sul mercato americano.

### Ridisegno dei bicicli
Nel 1880, George Fairfield introdusse dei cambiamenti per il biciclo con due modelli Columbia. Entrambi pesavano 41 libbre (circa 18,6 kg) e presentavano un sellino a molle e un manubrio regolabile. La Standard Columbia, con ruota da 48 " (circa 122 cm), fu introdotta nel 1880 al costo di $87,50. La Special Columbia offriva una "closed Stanley-style head", cuscinetti "built-in" (integrati) e nichelatura a $132,50.
Nel 1881, Pope prese il controllo della Weed Sewing Machine Company e George Day fu promosso presidente della Weed.
Dopo l'introduzione del biciclo, Pope acquistò da Pierre Lallement il brevetto per la bicicletta e altri prodotti simili, rendendo difficile per altri imprenditori americani la produzione negli Stati Uniti.
Questi sviluppi non solo contribuirono a consolidare la posizione di Pope nel mercato delle biciclette, ma posero anche sfide significative per la concorrenza, influenzando il panorama dell'industria ciclistica americana dell'epoca.

### Bicicletta di sicurezza

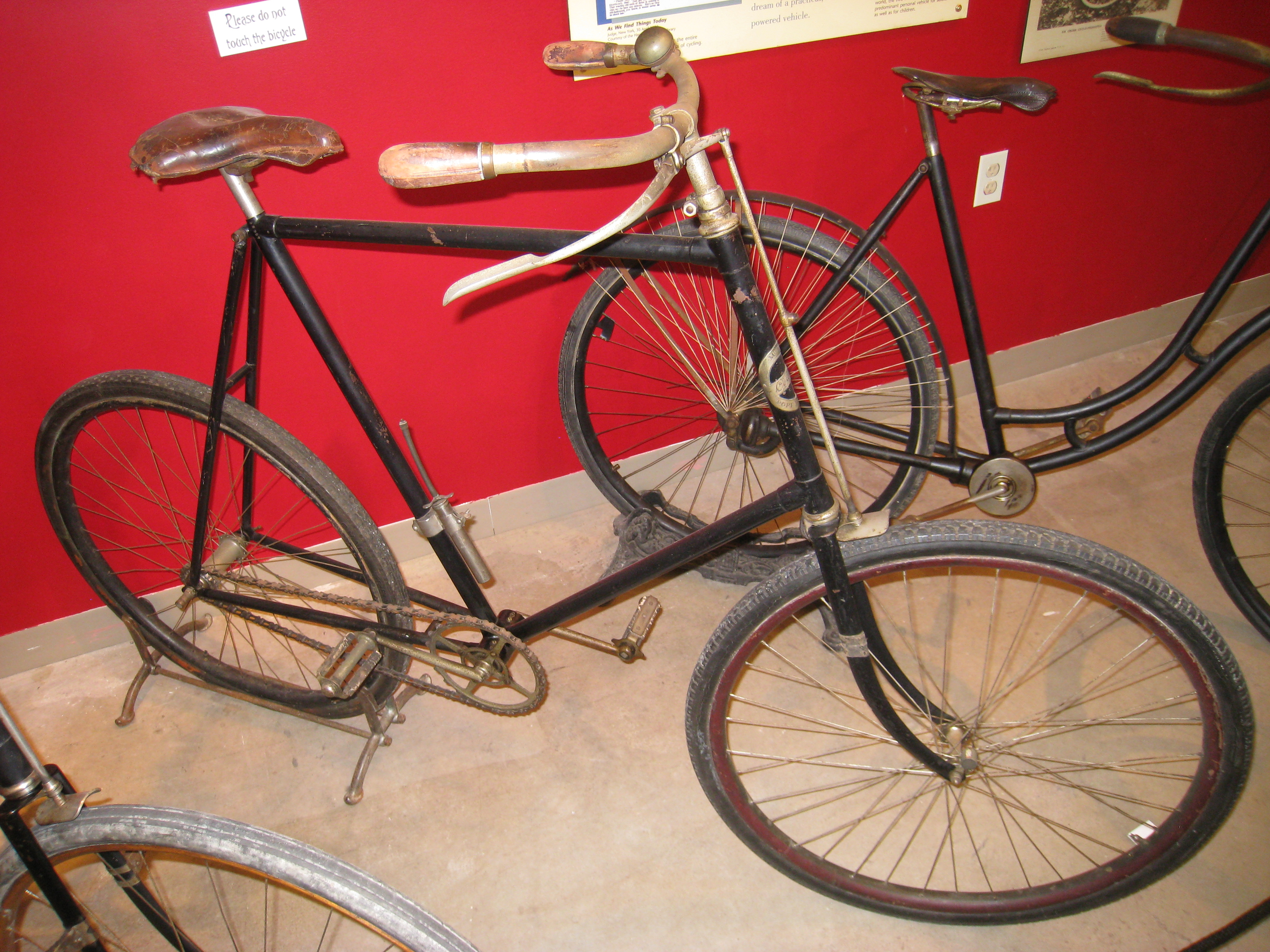
Columbia Model 40 da uomo, 1895

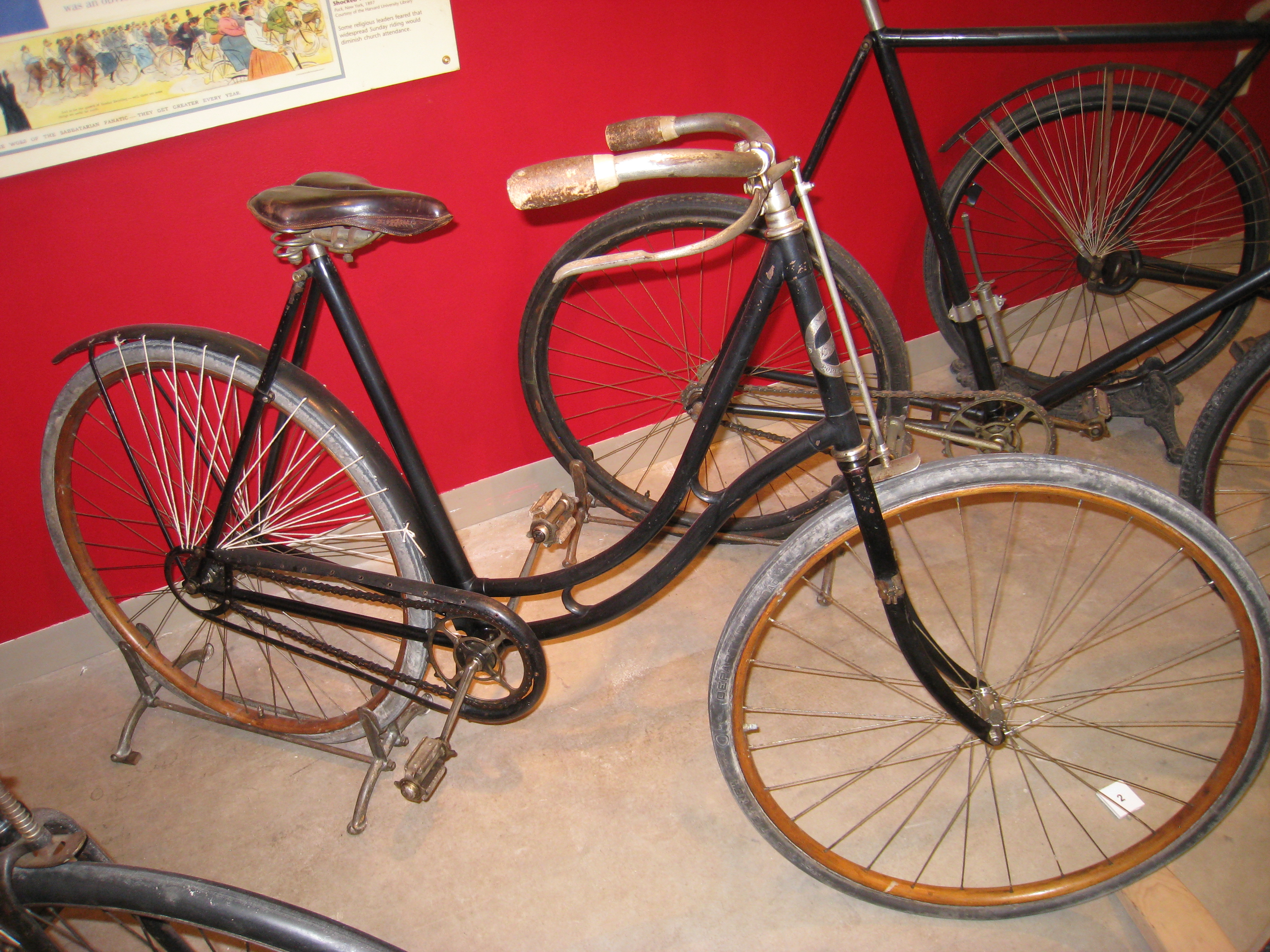
Columbia Model 41 da donna, 1895

Le vendite dei bicicli calarono con l'introduzione della bicicletta di sicurezza. Il primo modello di bicicletta in senso moderno fu ideato da John Kemp Starley, la Rover, nel 1885. Nel 1886, dopo aver visitato la fabbrica della Rover, Alfred Pope dichiarò di non essere interessato a questo nuovo tipo di bicicletta. George Bidwell, all'epoca venditore indipendente, raccomandò l'uso della bicicletta di sicurezza nel 1886. Egli consigliò a Pope di progettare una propria bicicletta di sicurezza, predicendo che "la vecchia ruota alta era arrivata alla fine".
Pope offrì una safety ordinary nel 1886, caratterizzata da una ruota anteriore alta, catena come trasmissione e sellino posteriore. Dopo averne provata una, Bidwell decise di non ordinare più bicicli. Nel 1888, Pope produsse la Veloce. Nel 1889, i bicicli rappresentavano solo il 20% delle vendite, calando al 10% l'anno successivo. Con l'introduzione della Veloce, le vendite dei bicicli scesero a sole 3.000 unità nel 1891.
Questi cambiamenti segnarono un'importante transizione nel mercato delle biciclette, evidenziando l'evoluzione delle preferenze dei consumatori verso modelli più sicuri e maneggevoli rispetto ai tradizionali bicicli ad alta ruota.

### Hartford Cycling Company
Nel tempo in cui Pope chiedeva $125 per la Columbia, la Overman Wheel Company commercializzò, per i lavoratori, un modello da 1$ al giorno. Pope decise di cambiare linea di produzione Columbias, per competere con Overman. Nel 1890, Pope ingaggiò il costruttore Hartford Bicycle Company per modelli a prezzo medio. Mise suo cugino George a dirigere lo stabilimento. Trasferì David J. Post dalla Weed alla Hartford. Harry Pope, nipote di Albert, fu sovraintendente alla Hartford. Pope Manufacturing assorbì la Hartford Cycle Company nel 1895.

### Hartford Rubber Works
Pope Manufacturing acquisì la Hartford Rubber Works nel 1892 come parte della strategia d'integrazione verticale. Fondata da John Gray nel 1885, Hartford Rubber Works importava materia prima dal Sumatra e produceva ruote in gomma piena. Successivamente, iniziò a produrre pneumatici ad aria e cuscinetti.

## Motociclette

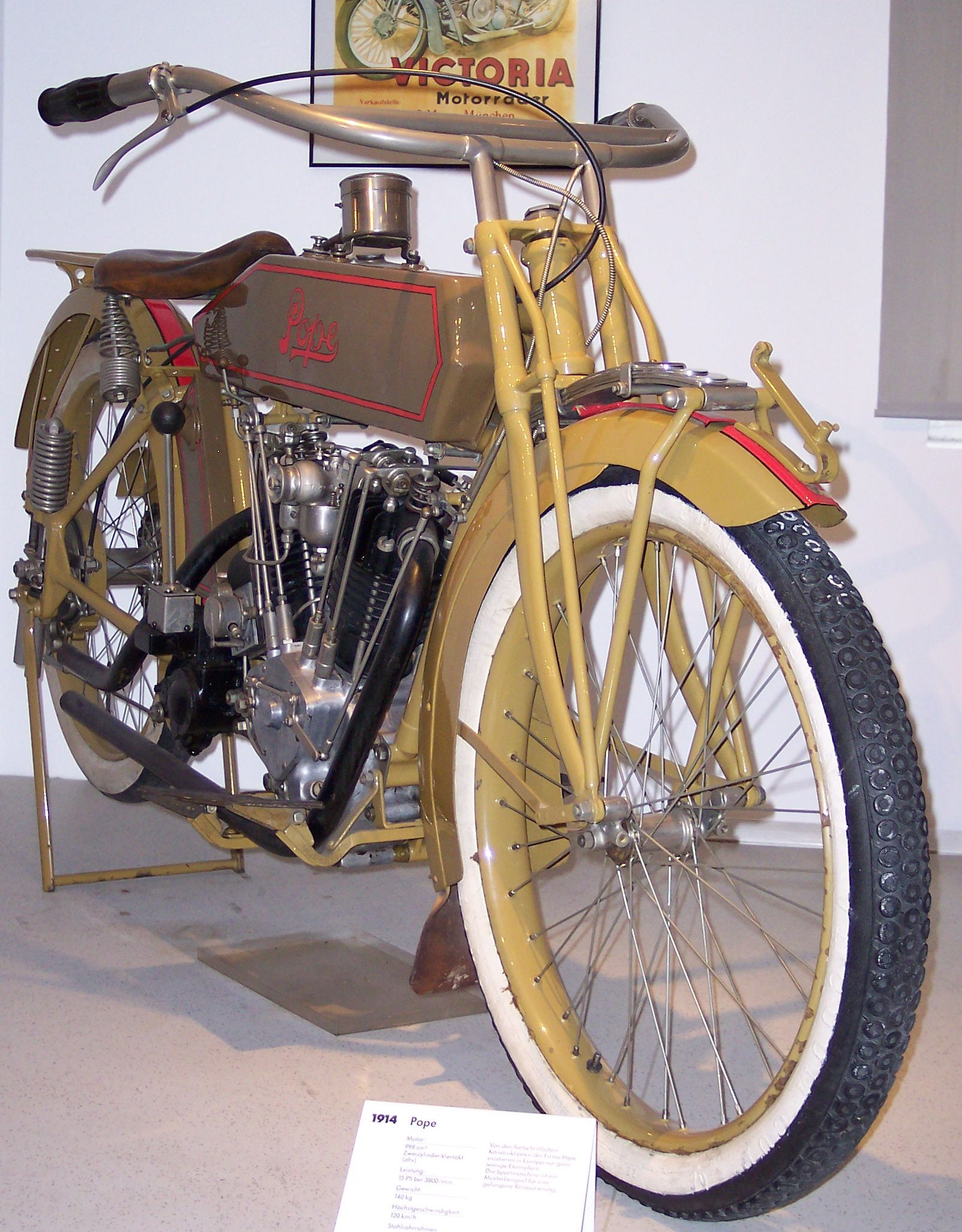
Pope del 1914

Pope iniziò la fabbricazione di biciclette motorizzate (bicimotore) nel 1902 e continuò con la produzione di motociclette fino al 1918.

## Ciclomotori

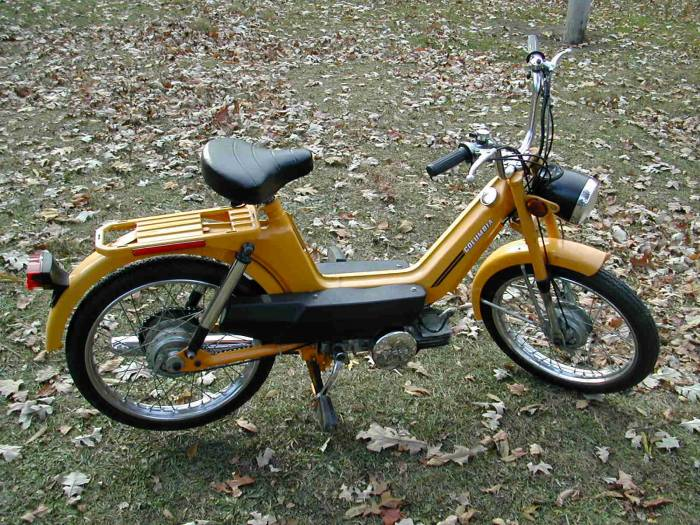
Columbia moped, 1978

Il ciclomotore Columbia moped fu il primo assemblato negli USA; il motore e alcune parti furono importati. Il telaio tubolare, sellino, parafango, ruote, freni, forcella, luci e cablaggi furono fabbricati negli USA.
La maggioranza dei Columbia moped era azionata da un motore 47cc Sachs 505/1A, mentre altri modelli utilizzavano il motore Solo. Il Sachs 505/1A era progettato per freni posteriori; Columbia optò per freni posteriori Magura.
- Il modello più prodotto fu il Columbia Commuter. Al telaio in acciaio stampato fu abbinato il motore Sachs, mentre con il telaio a tubi si scelse tra il Sachs e il Solo.
- Il modello Columbia Medallion, noto anche come Western Flyer, fu l'unico originale Columbia moped[22]; era caratterizzato da un telaio a tubi del Commuter, ma con serbatoio in plastica.

Il nome "Western Flyer" fu adottato da diversi modelli al posto della marca Columbia. Negli anni '80, Columbia vendette i diritti del moped alla KKM Enterprises, Inc.
I modelli furono i seguenti:
- Columbia "Commuter"
- Columbia "Imperial"
- Columbia "Medallion 2271"
- Columbia "Medallion 2281"
- Columbia "Model 57062"
- Columbia "Model 2251"
- Columbia "Model 2241"
- Columbia "Motrek"
- Columbia "Western Flyer"

## Automobili

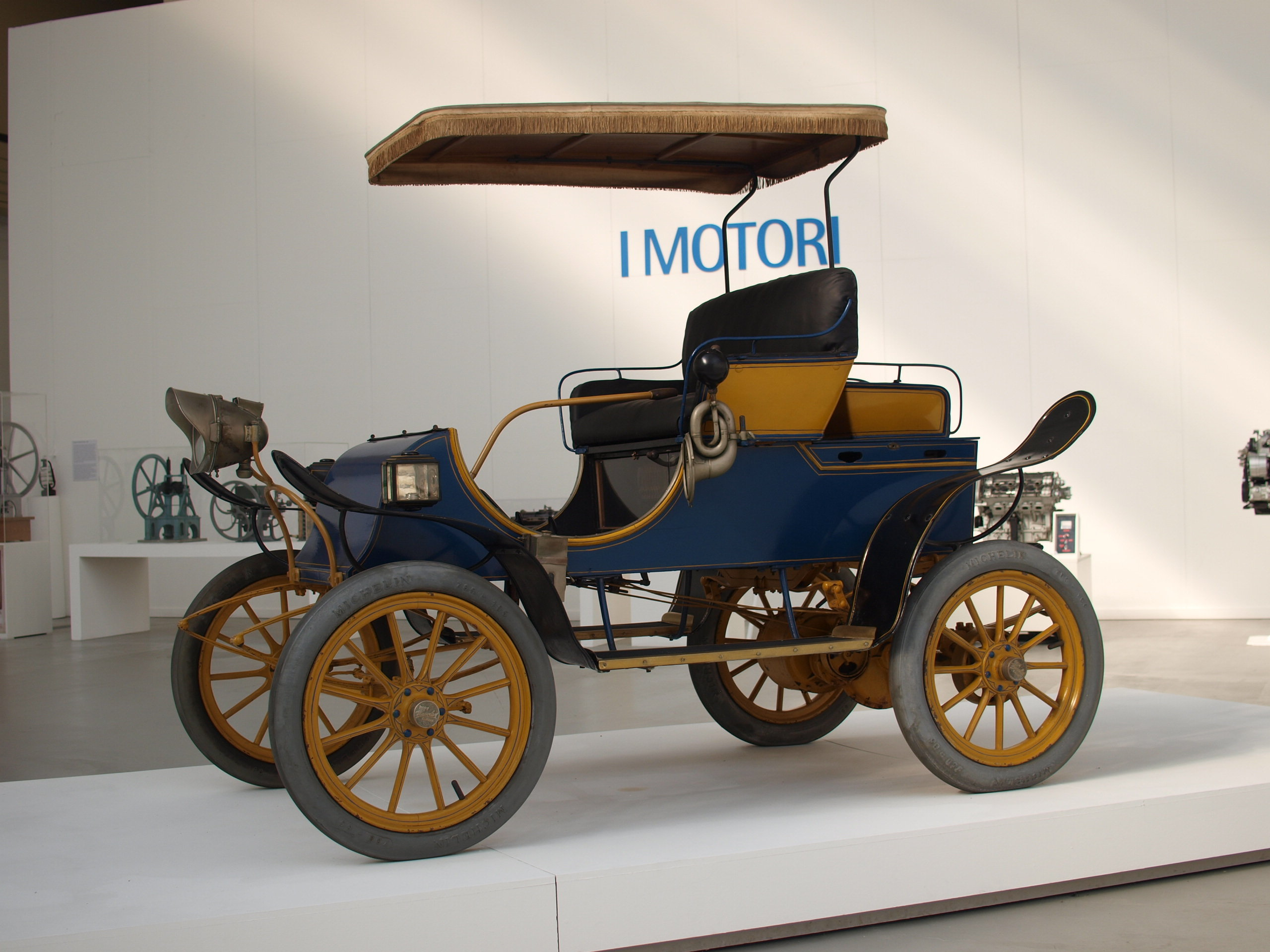
Pope-Toledo, 1907

Nel 1897, Pope Manufacturing iniziò la produzione di un'automobile elettrica. Entro il 1899, l'azienda aveva costruito oltre 500 veicoli. Hiram Percy Maxim fu l'ingegnere capo del Motor Vehicle Department. La divisione Electric Vehicle fu separata lo stesso anno nella Columbia Automobile Company, ma fu acquisita dalla Electric Vehicle Company alla fine dell'anno.
Pope tentò di rientrare nel mercato automobilistico nel 1901, acquisendo diverse piccole realtà, ma la concorrenza e i costi finanziari si rivelarono insostenibili.
Tra il 1903 e il 1915, la società creò diverse alleanze: Pope-Hartford (1903-1914), Pope-Robinson, Pope-Toledo (1903-1909), Pope-Tribune (1904-1907) e Pope-Waverley.
Pope dichiarò bancarotta nel 1907 e morì nell'agosto del 1909.

## Bancarotta e ristrutturazione
Nel 1914, la sede fu spostata a Westfield (Massachusetts). Tuttavia, nel 1915, la Pope Manufacturing Company risultava ancora insolvente. Nel 1916, l'azienda venne rinominata The Westfield Manufacturing Company, e i cataloghi indicavano “successors to The Pope Manufacturing Company”. Nel 1933, Westfield Manufacturing divenne una sussidiaria della Torrington Company di Torrington (Connecticut). Nel dicembre 1960, venne creata una nuova società, rinominata nel 1961 Columbia Manufacturing Company. Nel 1967, Columbia Mfg. Co. si fuse con la MTD. Nel 1987, Columbia Mfg. divenne insolvente. Nel 1988, Columbia fu acquistata da dipendenti e rinominata Columbia Manufacturing Company, non facendo più parte di MTD. La produzione di biciclette rimane limitata, mentre la vendita per importazione dall'estero continua ancora.